# Liste der Bodendenkmäler in Nieheim
Die Liste der Bodendenkmäler in Nieheim enthält die Denkmäler in Nieheim im Kreis Höxter in Nordrhein-Westfalen, die im Teil B der Denkmalliste der Stadt Nieheim eingetragen sind (Stand: Februar 2017). Grundlage für die Aufnahme der Bodendenkmäler ist das Denkmalschutzgesetz Nordrhein-Westfalen (DSchG NRW).
| Bild | Bezeichnung          | Lage                                   | Beschreibung | Bauzeit | Eingetragen seit | Denkmal- nummer |
| ---- | -------------------- | -------------------------------------- | ------------ | ------- | ---------------- | --------------- |
|      | 2 Grabhügel          | Nieheim Am Klunsberg                   |              |         | 04.06.1991       | 1               |
|      | Siedlungsplatz       | Nieheim Wölberg                        |              |         | 04.06.1991       | 2               |
|      | Wallburg und Hohlweg | Nieheim Unterm Wölberg                 |              |         | 04.06.1991       | 3               |
|      | Grabhügelgruppe      | Nieheim Südholz                        |              |         | 04.06.1991       | 4               |
|      | Grabhügelgruppe      | Merlsheim An der Försterei             |              |         | 04.06.1991       | 5               |
|      | Grabhügel            | Schönenberg Hälingsberg                |              |         | 04.06.1991       | 6               |
|      | Grabhügelgruppe      | Merlsheim An der Försterei             |              |         | 04.06.1991       | 7               |
|      | Erdwerk              | Merlsheim Osterfeld                    |              |         | 04.06.1991       | 8               |
|      | Grabhügelgruppe      | Himmighausen Wischholz                 |              |         | 04.06.1991       | 9               |
|      | Grabhügel            | Himmighausen Himmighausen / Brooksberg |              |         | 04.06.1991       | 10              |
|      | Grabhügelgruppe      | Himmighausen Himmighausen / Brooksberg |              |         | 04.06.1991       | 11              |
|      | Grabhügel            | Himmighausen Alter Keller              |              |         | 04.06.1991       | 12              |
|      | Grabhügel            | Himmighausen Alter Keller              |              |         | 04.06.1991       | 13              |
|      | 3 Grabhügel          | Himmighausen Auf dem Röhn              |              |         | 04.06.1991       | 14              |
|      | Grabhügelgruppe      | Himmighausen Alter Keller              |              |         | 04.06.1991       | 15              |
|      | 2 Grabhügel          | Himmighausen Der Bosenberg             |              |         | 04.06.1991       | 16              |
|      | 2 Grabhügel          | Erwitzen Halit                         |              |         | 23.07.1991       | 17              |
|      | Grabhügelgruppe      | Holzhausen Holzhausen / Das Horstfeld  |              |         | 23.07.1991       | 18              |
|      | 2 Grabhügel          | Erwitzen Holzwinkel                    |              |         | 23.07.1991       | 19              |